# 中根史郎
中根 史郎（なかね しろう、1950年 - ）は、日本の造園家、作庭家。中根庭園研究所代表取締役所長。技術士（建設部門）、樹木医、京都市立芸術大学非常勤講師。日本庭園協会理事/評議員。中根金作は父親。

## 来歴
学習院大学文学部哲学科を卒業。1995年に株式会社中根造園研究所代表取締役所長就任。
作品は、神勝寺庭園賞心庭、京都公園 (キエフ) 、天台宗三千院庭園などがある。

## 賞歴
- 全国日本学士会アカデミア賞国際部門受賞[10][11]　平成24年日本公園緑地協会第20回国際交流功労賞受賞[12]
- 第41回日本造園学会北村賞（2019年）[13]。

## 著書
- 『春秋 京大和翠紅館　平安から平成まで 京の雅』（木村幸比古・中村昌生との共著）思文閣出版、2009年
- 『庭のデザイン 1～5』学習研究社<GAKKEN　GRAPHIC　BOOKS　DELUXE>